# دانشگاه وینچستر
دانشگاه وینچستر دانشگاهی در شهر وینچستر انگلستان است.

## دانشکده‌ها
- دانشکده حقوق
- دانشکده روان‌شناسی
- دانشکده تاریخ
- دانشکده هنر
- دانشکده جامعه‌شناسی